# 예산추사고택 나들목
예산추사고택(신암) 나들목(Yesan Chusagotaek(Sinam) IC)은 충청남도 예산군 신암면 두곡리에 설치된 익산평택고속도로의 9번 교차로 (나들목)이다. 건설 당시 가칭은 예산 나들목이었다.

## 역사
- 2019년 12월 6일 : 나들목 신설을 위해 예산군 도시계획시설 교통광장에 신암면 두곡리 일원을 예산 나들목으로 고시[1]
- 2024년 12월 10일 : 익산평택고속도로 부여구룡 ~ 안중 구간 개통과 함께 통행 개시[2]

## 구조물 정보
- 위치 : 충청남도 예산군 신암면 두곡리

## 접속하는 도로
- 국도 제32호선 (예당평야로)